# Inspiral Carpets
Inspiral Carpets – brytyjski zespół rockowy założony w 1983, reprezentujący nurt madchester.

## Historia
Inspiral Carpets powstał w Oldham w 1983. Początkowo inspirował się muzyką punk i rockiem garażowym. Pierwszych nagrań dokonał w 1987, dzięki rozwojowi sceny manchesterskiej. Podczas nagrywania debiutanckiego albumu Life doszło do zmiany wokalisty – Stephena Holta zastąpił Tom Hingley. W 1995, po wydaniu czterech albumów studyjnych, grupa przerwała działalność. Wznowiła ją w 2003, od 2011 ze Stephenem Holtem jako wokalistą. W 2016 perkusista Craig Gill popełnił samobójstwo.

## Skład
- Graham Lambert – gitara (od 1983 do 1995 oraz od 2003)
- Stephen Holt – wokal (od 1983 do 1989 oraz od 2011)
- Clint Boon – keyboard (od 1987 do 1995 oraz od 2003)
- Martyn Walsh – gitara basowa (od 1989 do 1995 oraz od 2003)

- Glenn Chesworth – keyboard (od 1983 do 1987)
- Tony Feeley – gitara basowa (od 1983 do 1987)
- Paul Dixon – perkusja
- Craig Gill – perkusja (od 1986 do 1995 oraz od 2003 do 2016)
- Mark Hughes – gitra basowa (1987)
- Dave Swift – gitara basowa (od 1987 do 1989)
- Tom Hingley – wokal (od 1989 do 1995 oraz od 2003 do 2011)

## Dyskografia

### Albumy studyjne
- Life (1990), Mute (UK No. 2)
- The Beast Inside (1991), Mute (UK No. 5)
- Revenge of the Goldfish (1992), Mute (UK No. 17)
- Devil Hopping (1994), Mute (UK No. 10)
- Inspiral Carpets (2014), Cherry Red (UK No. 63)

### Demo
- Dung 4 (1989), Cow (kaseta)

### Kompilacje
- The Singles (1995), Mute (UK No. 17)
- Radio 1 Sessions (1996), Strange Fruit
- Cool As (2003), Mute (UK No. 65)
- Greatest Hits (2003), Mute
- Keep the Circle (2007)